# Goniothalamus macrocalyx
Goniothalamus macrocalyx este o specie de plante din genul Goniothalamus, familia Annonaceae, descrisă de Nguyên Tiên Bân. A fost clasificată de IUCN ca specie vulnerabilă. Conform Catalogue of Life specia Goniothalamus macrocalyx nu are subspecii cunoscute.